# Maisoncelle-Saint-Pierre
Maisoncelle-Saint-Pierre è un comune francese di 164 abitanti situato nel dipartimento dell'Oise della regione dell'Alta Francia.

## Società

### Evoluzione demografica
Abitanti censiti